# Kəlbəcər (Rayon)
Kəlbəcər (kyrillischschriftlich aserbaidschanisch und russisch Кельбаджар, auch Kalbajar oder Kalbadschar) ist ein Rayon (Bezirk) im westlichen Aserbaidschan. Hauptstadt des Bezirks ist die Stadt Kəlbəcər. Er stand von 1993 bis 2020 bzw. 2023 unter Kontrolle der international nicht anerkannten Republik Arzach (Bergkarabach).

## Geschichte
Der an Armenien grenzende Bezirk wurde 1930 geschaffen, nachdem das Gebiet bis 1929 Teil der Kurdischen Autonomen Provinz gewesen war.
Mit der Aufhebung der Autonomie der vormaligen Autonomen Oblast Bergkarabach am 26. November 1991 beschloss die aserbaidschanische Regierung die Eingliederung des damals von ihr nicht kontrollierten Gebietes westlich von Mardakert (Ağdərə, Martakert) in den Rayon Kəlbəcər, während der östliche Bereich mit Mardakert selbst dem Rayon Tərtər zugeordnet wurde. Nach Beginn der Kampfhandlungen um Bergkarabach nahm die aserbaidschanische Armee die Region Mardakert am 4. Juli 1992 im Rahmen ihrer Sommeroffensive ein und gliederte so die Gegend kurzzeitig auch de facto in die Rayons Kəlbəcər und Tərtər ein.
Im Juli 1993 wurde der Rayon durch Truppen Bergkarabachs sowie Armeniens besetzt. Seitdem bildet sein westlicher Teil (außerhalb der ehemaligen Autonomen Oblast gelegen) die Provinz Schahumjan und die vormals zur Autonomen Oblast gehörenden östlichen Gegenden sowie ein kleiner westlich davon gelegener Streifen einen Teil der Provinz Martakert. Bis zu diesem Zeitpunkt gab es im Bezirk 32 Siedlungen mit etwa 53.900 Einwohnern. Viele Bewohner des Bezirkes leben seitdem als Flüchtlinge in anderen Teilen Aserbaidschans. Die aserbaidschanische Statistikbehörde gab für den Rayon noch 2009 77.600 Einwohner an. Für die in der Fläche sehr ähnliche Provinz Schahumjan gab die Republik Arzach im Jahr 2005 jedoch nur 15 Gemeinden mit 2560 Einwohnern an.
Gemäß dem Text des Waffenstillstandsabkommens im Bergkarabachkrieg 2020 wurde der Bezirk bis zum 24. November 2020 von armenischen Einheiten geräumt und am 25. November rückte die aserbaidschanische Armee ein. Unter bergkarabachischer Kontrolle blieb der 1991 neu hinzugekommene und früher zur Autonomen Oblast gehörende östliche Teil. Die meisten Bewohner haben das geräumte Gebiet zusammen mit den armenischen Soldaten verlassen, ihre Habe mitgenommen und manche ihre Häuser in Brand gesetzt oder beerdigte Angehörige exhumiert, um nichts zu hinterlassen. Aserbaidschan kündigte an, eine neue Straße von Gəncə im Norden in den Bezirk zu bauen, während Bewohner Arzachs eine Möglichkeit zur Durchreise nach Armenien gefordert haben. Der Verkehr wird teilweise durch die in Bergkarabach stationierten russischen Friedenstruppen überwacht und eskortiert. So begleiteten diese die Lieferung von Ausrüstung und Baumaterial für die Wiederherstellung von Häusern und Infrastruktur unter aserbaidschanischer Verwaltung.

## Geographie

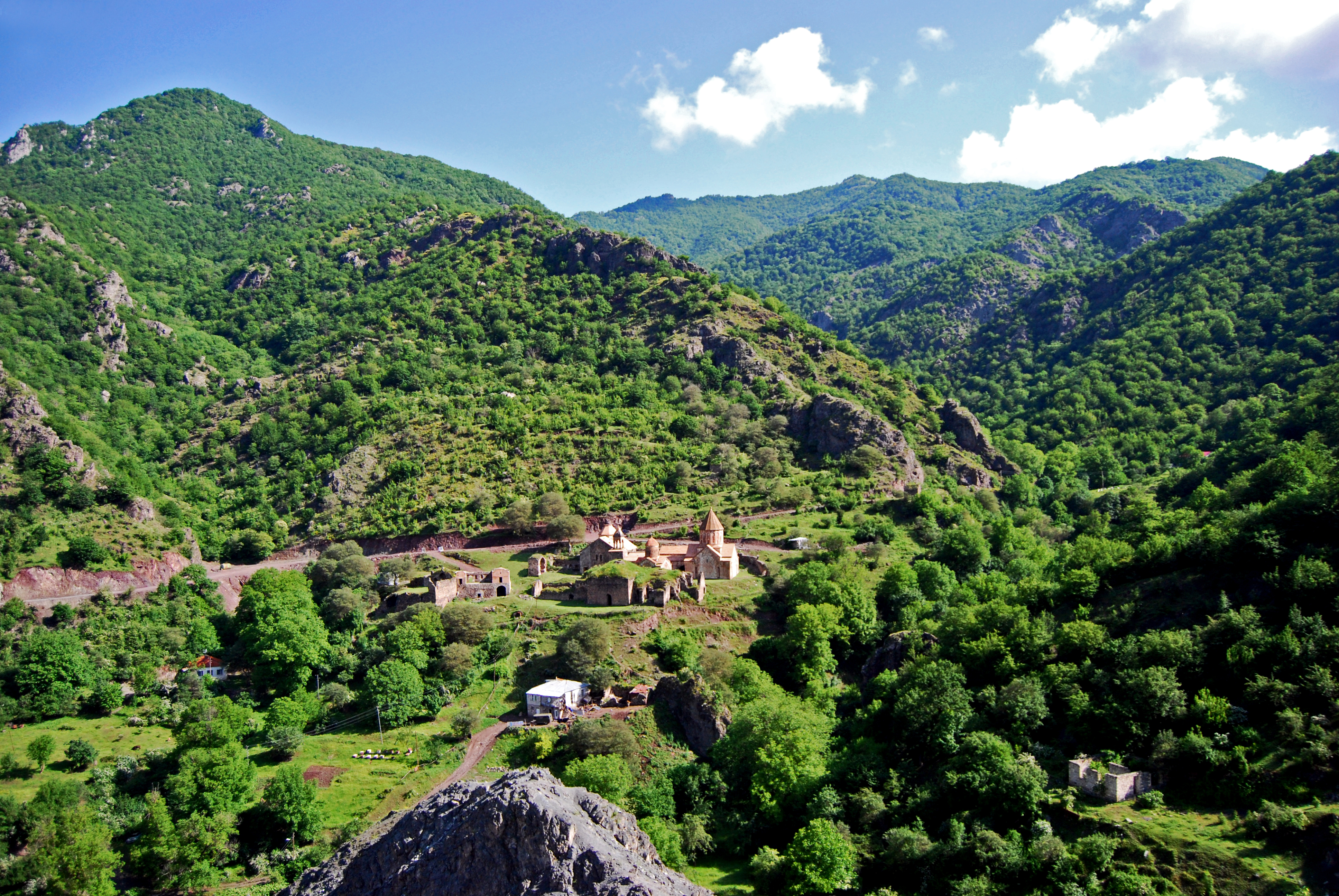
Landschaft bei Wank im Tal des Tartar, in der Mitte das Kloster Dadiwank.

Der Bezirk umfasst 1936 km², er ist als Teil des Kleinen Kaukasus einer der höchstgelegenen Aserbaidschans. Der Berg Kamiş (3724 m) im Murovdağ-Gebirge ist der höchste Punkt. Der Gebirgskamm bildet die nördliche Grenze. Mitten durch den Bezirk fließt der Fluss Tartar in einem tief eingeschnittenen Tal, an das sich im Süden das Karabach-Hochland anschließt, dessen Kammlage die Grenze zum südlich gelegenen Bezirk Laçın bildet.
Das Territorium ist reich an Bodenschätzen wie Gold, Chrom und Quecksilber, weiters verfügt Kəlbəcər über viele Mineralquellen, wie beispielsweise in Yuxarı, Aşağı İstisu, Bağırsaq und Keşdəkvə. Das Gebiet ist zudem dicht bewaldet.

## Ortschaften
- Ağdaban
- Başkənd
- Başlıbel
- Comərd
- İstisu
- Kəlbəcər
- Susuzluq
- Vəng

## Wirtschaft
Im Rayon wird Getreide angebaut und Viehzucht betrieben. In den 1980er-Jahren wurde über der İstisu-Quelle ein Kurzentrum gebaut. In der Siedlung gab es 2 Sanatorien, die jedes Jahr von 50.000 Gästen frequentiert wurden.

## Sehenswürdigkeiten
Im Gebiet befindet sich der Tərtər-Canyon und in dessen Nähe die Klöster von Dadiwank (auch Chotawank/Khotavank genannt), Gandsassar und Jeritz Mankanz (Yerits Mankants), das Surb-Astwazazin-Kloster, das Kloster Handaberd und die Burg Handaberd. Wegen befürchteter Zerstörungen am Kloster Dadiwank nach der Übergabe an Aserbaidschan steht dieses unter Schutz russischer Friedenstruppen.